# Peugeot L500 R HYbrid
La Peugeot L500 R HYbrid (500 miles d'Indianapolis hybride rechargeable) est un prototype concept-car de voiture de course monoplace futuriste, du constructeur automobile Peugeot, présenté en 2016 pour les 100 ans de la victoire de Peugeot aux 500 miles d'Indianapolis, avec le pilote Dario Resta sur  Peugeot L45,.

## Historique
Peugeot présente ce concept car de course futuriste, inspiré de la Peugeot L45, victorieuse en 1916 des 500 miles d'Indianapolis aux États-Unis à 135 km/h de moyenne (ainsi qu'en 1913 et 1919, avec les pilotes Jules Goux et Howdy Wilcox, Palmarès des 500 miles d'Indianapolis) (L45 pour 4,5 litres, premier moteur 4 cylindres 16 soupapes à double arbre à cames en tête de l'histoire de l'automobile, pour 148 ch, et 190 km/h de vitesse de pointe). Elle est baptisée L500 R en rapport au L de L45, 500 de ses 500 ch et des 500 miles d'Indianapolis, et R HYbrid pour véhicule hybride rechargeable.

## Carrosserie
Le design de la carrosserie est inspiré des Peugeot L45 de 1916, Peugeot Onyx de 2012, et des concept-cars Peugeot..., avec 1 000 kg et 1 m de haut :
- habitacle fermé, i-Cockpit holographique (version ultra sportive du i-Cockpit Peugeot[3], avec informations projetées au pilote par hologrammes), volant de Formule 1
- couleur Bleu de France à accastillage rouge, et gris anthracite des Peugeot L45
- feux arrière en forme de « trois griffes écarlates » (future signature lumineuse et codes identitaires du design Peugeot)[4]

## Motorisation
- motorisation Peugeot Sport / Peugeot HYbrid4 de 500 ch de Peugeot 308 R HYbrid Concept :
  - Moteur EP Peugeot/BMW THP (Turbo Haute Pression) 1.6 L de 270 ch de Peugeot RCZ-R 2014 / Peugeot 308 II GTi 2015
  - deux moteurs électriques avant et arrière de 2 x 115 ch
- accélération annoncée de 0 à 100 en 2,5 s et un 1 000 m départ arrêté de 19 s.